# Уїро
Уїро (яп. 外郎, уїро:) — традиційні японські ласощі.
Являє собою приготований на пару пиріжок з рисового борошна і цукру. За консистенцією — тягнучка, яка нагадує мочі, на смак — солодкуваті. Як смакові добавки й ароматизатори можуть додаватися, наприклад, боби адзукі, порошок зеленого чаю, юдзу, полуниця, каштан.
Особливо відомі в Японії уїро з префектури Айті і міста Наґоя, однак існують і інші регіональні варіанти. Уїро можна придбати в кондитерських магазинах по всій Японії.
Уіро спочатку була назвою медицини періоду Муроматі (1336–1573). Уіро як кондитерський виріб вперше згадується у Wa-Kan Sansai Zue, в великому словнику періоду Едо, опублікованому в 1712 році..